# Virgen de las Mercedes (Supe)
Virgen de las mercedes es un pueblo peruano ubicado en el distrito de Supe, perteneciente a la provincia de Barranca del departamento de Lima, en la costa central del Perú.

## Ubicación
Virgen de las Mercedes se sitúa en el distrito de Supe, el cual conforma la provincia de Barranca. El poblado se encuentra cerca a los poblados de Los Ángeles, Virgen del Rosario y Jesús de Nazareth. A su vez, se encuentra a 15,6km de la ciudad de Supe.

## Demografía
En el 2017 tenía una población de 1086 habitantes, según el INEI.
| Gráfica de evolución demográfica de Virgen de las Mercedes entre 1993 y 2017 |
|                                                                              |
| Fuentes: Población 1993 y 2017                                               |